# Abierto 24 horas
Abierto 24 horas es una sitcom española emitida por Antena 3 y producida por Cartel entre 2000 y 2001. Tuvo dos etapas diferenciadas: En la segunda, el nombre de la serie quedó reducido a 24 Horas.

## Argumento
En tono de comedia irreverente y algo surrealista, se narran las vivencias de los Morcillo, una estrafalaria familia al frente de un negocio propio: un establecimiento comercial llamado De sol a sol por el que desfilan todo tipo de personajes extraños que provocan situaciones imposibles.

## Personajes
- Adela Morcillo (Pilar Bardem): La matriarca de la familia. Una mujer moderna y algo estrafalaria que no duda en consultar al fantasma de su madre fallecida los problemas cotidianos que se le presentan. Su mayor anhelo es sacar adelante a sus dos hijos, treintañeros y aún viviendo bajo el hogar familiar.
- Polo (Luis Merlo): El hijo mayor de Adela. Eterno soltero, juerguista, ligón, vago y pendenciero no deja de poner en situaciones complicadas al resto de la familia.
- Guillermo (Santiago Nogués): El hijo pequeño, ingenuo hasta el extremo. Profundamente enamorado de su novia Cris, sin saber que esta le es infiel con Polo.
- Cris (Beatriz Rico): La novia formal de Guillermo. Frívola, ambiciosa y manipuladora, de quien realmente está enamorada es de Polo.
- Tito (Pedro Reyes): El eterno enamorado de Adela. Algo sinvergüenza pero con buen corazón.
- Park (Juan Kun): El empleado japonés.
- Abuela (Lola Lemos): Fallecida años antes, periódicamente se aparece a Adela para aconsejarla sobre el rumbo que debe tomar la familia.
- Misca (Sonia Jávaga): Una joven ex-novicia, inocente y poco consciente de su belleza, que entra a trabajar en el De sol a sol. Sus encantos encandilan a los dos hermanos, provocando los celos de Cris.
- El Mendigo (José Lifante): Permanentemente en la puerta del negocio.

## Audiencias
Durante la primera temporada, la serie alcanzó una media de 3.882.000 seguidores (22,8 % de cuota de pantalla)
...